# Amurski leopard
Sibirski leopard ili amurski leopard (lat. Panthera pardus orientalis), je kritično ugrožena podvrsta leoparda. To je jedna od najređih vrsta divljih mačaka u svetu. 2007. godine samo 19-26 jedinki je bilo u divljini. Uz pomoć zaštite taj broj se popeo na 103 u 2018. godini. Njegovo ime potiče od reke Amur koja se nalazi u Sibiru, takođe ova vrsta je poznata kao i leopard sa Dalekog istoka.

## Izgled
Od osam podvrsta leoparda, Amurski pokazuje najveće odstupanje u šarama krzna. Boja krzna kod ove podvrste je bledo žuta (pogotovu zimi), po kojem su zbijeno raspoređene crne mrlje. Debljina krzna varira od 2,5 cm tokom leta do 7,5 cm tokom zime.

## Stanje u divljini i u zoološkim vrtovima
Ova podvrsta leoparda živi najsevernije od svih ostalih. Prostor na kome živi Sibirski leopard poklapa se sa prostorom na kome živi i Sibirski tigar kod kojeg se areal rasprostranjenosti produžava ka severu. Nekadašnji areal Sibirskog leoparda prostirao se severoistočnom Kinom, južnim delom Rusije sve do Korejskog poluostrva. Ovaj se prostor dramatično smanjio tokom dvadesetog veka, usled uništenja prirodnog okruženja u kome živi i lovom. Većina današnje populacije nastanjena je u Rusiji odnosno na njenom delu koji se graniči sa Kinom. Sibirski leopard je nestao iz divljine u Južnoj Koreji tokom šezdesetih godina prošlog veka, iako postoje neprovereni dokazi da je nekoliko leoparda još uvek preostalo na granici između Severne i Južne Koreje. Najverovatnije da još uvek ima leoparda u zabačenim severnim delovima Severne Koreje koji se graniče sa Kinom ali najverovatnije da su ti leopardi prešli granicu i iz Rusije došli u Koreju. Ova vrsta je upisana kao ugrožena na IUCN i CITES listu kojoj je potrebna zaštita.
Oko trista jedinki ove vrste nalazi se u zoološkim vrtovima širom Evrope, Severne Amerike i država bivšeg Sovjetskog saveza, većina tih jedinki uključena je u program očuvanja i razmnožavanja u zatočeništvu.

## Ugroženost
Lovokradice predstavljaju glavnu opasnost po leoparde direktno, odnosno indirektno ubijanjem njihovog prirodnog plena. Lovokradice čine kako siromašni ruski državljani tako i novopečeni ruski bogataši koji većinom dolaze iz grada Vladivostoka, ali takođe i kineski državljani koji ilegalno prelaze granicu. Lovci ubijaju više jelenova nego što je dozvoljeno tako smanjujući broj potencijalnog izvora plena za leoparde. Tokom 2002. godine u Rusiji je pronađeno devet koža ove vrste, a najmanje dve su ubijene u Kini. Takođe na smanjenje leoparda utiču i namerno izazvani požari, koje stvaraju lokalni stanovnici da bi spalili rastinje i omogućili rast paprati koja je veoma popularna kao dodatak jelima u Rusiji i Kini.
Negativni uticaji razmnožavanja bliskih rođaka, koji su posledica male genetičke raznovrsnosti usled smanjenja populacije. Jedinke koje nastanu ovakvim putem veoma su neotporne i podložne raznim oboljenjima.
Razvojni projekti takođe utiču kao što su izgradnja gasovoda i železnice. 2005. i 2006. udruženje Londonski zoologa i drugih članica ALTA vodili su uspešnu svetsku kampanju protiv izgradnje završnog dela gasovoda koji bi išao do severnog dela Japanskog mora koji bi prolazio područjem naseljenim leopardom. 
Poslednjih godina prirodno okruženje Rusije pati od nezainteresovanosti vlasti da nešto preduzme po tom pitanju. Negativna odluka još od 2000. godine uključuje smanjenje broja inspektora pri Državnom komitetu za očuvanje prirode za približno 80% koji se bave zaštitom šuma i životinja.
ALTA je organizacija stvorena sa namerom da se zaštite sibirski tirgovi i leopardi, mnogo godina članovi ove organizacije razvijali su i finansirali program očuvanja ovih dveju vrsta. 
Oni su razvili program koji uključuje prostor Rusije i severoistočne Kine, a obuhvata: 
1. zabranu lovokrađenja;
2. zabranu paljenja šuma;
3. isplatu nadoknade za stoku ubijenu od strane tigrova i leoparda;
4. pravilna edukacija javnosti i njihovo uključivanje u programe;
5. nadzor populacije brojanjem tragova i video nadzorom;
6. ekološko i biozdravstveno istraživanje populacije;
7. pomoć zaštićenim područjima;
8. stvaranje politike za očuvanje ovih vrsta;
9. konverzacija sibirskog leoparda u Kini.

## Ekologija vrste
Mužjak sibirskog leoparda je težak u proseku između 32-48 kg sa izuzetkom vrlo krupnih mužjaka koji mogu biti teški između 65 i 70 kg. Ženke su manje od mužjaka i teže 25-43 kg. Glavni plen su im jeleni i srndaći, kao i zečevi i jazavci. Dokazano je da populacija leoparda ne stoji dobro tamo gde teritoriju dele sa tigrovima, ovo ne važi za Rusiju. Studije su pokazale da u Rusiji povećana populacija tigrova ne utiče na populaciju leoparda. Leopardi u zatočeništvu donose na svet mlade krajem proleća i početkom leta. Posle bremenitosti koja traje dvanaest nedelja, rađa se od jednog do četiri mladunca obično dva, koji ostaju sa majkom dve godine. Ženke postaju plodne sa tri do četiri godine. U divljini leopardi žive 10 do 15 godine u zarobljeništvu do 20.

## Mediji
Ženka sa mladuncem sibirskog leoparda pojavljuje se u dve epizode BBC-jeve serije „Planeta zemlja“ (engl. Planet Earth).

## Spoljašnje veze
- Amurski leopard, najređi i najlepši [мртва веза]